# Llista de minerals (lletra M)
Aquesta llista de minerals inclou els minerals que comencen amb la lletra M dels 6.163 minerals reconeguts per l'Associació Mineralògica Internacional (IMA, en anglès) fins el mes de juny 2025.
Es poden consultar tots els minerals ordenats de manera alfabètica en una llista simplificada o bé amb informació ampliada en els següents enllaços:
- A • B • C • D • E • F • G • H • I • J • K • L • M • N • O • P • Q • R • S • T • U • V • W • X • Y • Z

A la llista s'hi troben els diferents minerals classificats alfabèticament amb l'any de publicació (si es va publicar abans de l'aprovació per part de l'IMA), tot seguit de l'any d'aprovació per part de l'IMA i el codi del mineral segons la classificació de Nickel-Strunz. Per a cada mineral s'hi afegeixen fins a tres enllaços externs: a mindat.org, a webmineral.com i al Handbook of Mineralogy (Mineralogical Society of America).
Les abreviatures que es fan servir a la llista són les següents:
- "p.e." – procediment especial.
- Q ó "?" – qüestionable/dubtós (per l'IMA/CNMNC, mindat.org o mineralienatlas.de).
- N – publicat sense l'aprovació de l'IMA/CNMNC o sense l'aprovació de l'IMA però amb certa acceptació en la comunitat científica actualment.
- Rd ó red. – redefinició de...
- A: 1NNN – any de publicació.
- A: antic – conegut molt abans que hi haguessin publicacions.

## M

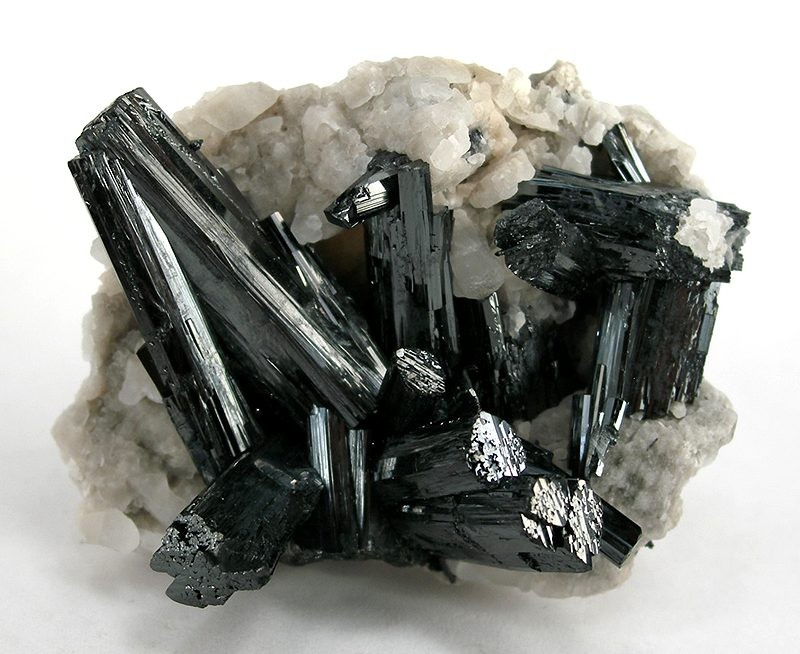
Cristalls de manganita provinents d'Ilfeld, Thuringia, Alemanya.

1. Macaulayita (1981-062) 09.EC.65
2. Macdonaldita (1964-010) 09.EB.05
3. Macedonita (1970-010) 04.CC.35
4. Macfal·lita (1974-057) 09.BG.15
5. Machatschkiïta (1976-010) 08.CJ.35
6. Machiïta (2016-067)
7. Macivorita (2024-083)
8. Mackayita (Y: 1944) 04.JL.10
9. Mackinawita (Y: 1964, 1967 s.p.) 02.CC.25
10. Macphersonita (1982-105) 05.BF.40
11. Macquartita (1979-037) 09.HH.05
12. Macraeïta (2023-065)
13. Madeiraïta (2021-077)
14. Madocita (1966-015) 02.LB.30
15. Magadiïta (1967-017) 09.EA.20
16. Magbasita (Y: 1965, 1968 s.p.) 09.HA.25
17. Magganasita (2021-112)
18. Maghagendorfita (1979 s.p.) 08.AC.10
19. Maghemita (Y: 1927) 04.BB.15
20. Maghrebita (2005-044) 08.DC.30
21. Magnanelliïta (2019-006)
22. Magneliïta (2021-111)
23. Magnesioalterita (2020-050)
24. Magnesioarfvedsonita (Y: 1957, 2012 s.p. Rd, 2013-137) 09.DE.25
25. Magnesioaubertita (1982-015) 07.DB.05
26. Magnesiobeltrandoïta-2N3S (2016-073)
27. Magnesiobermanita (2018-115)
28. Magnesiocanutita (2016-057)
29. Magnesiocarfolita (1978-027) 09.DB.05
30. Magnesiocloritoide (Y: 1983, IMA 1987-J) 09.AF.85
31. Magnesioclorofenicita (Y: 1935, 1981 s.p. Rd) 08.BE.35
32. Magnesiocromita (Y: 1873) 04.BB.05
33. Magnesiocopiapita (Y: 1939) 07.DB.35
34. Magnesiocoulsonita (1994-034) 04.BB.05
35. Magnesiodumortierita (1992-050 Rd) 09.AJ.10
36. Magnesiodutrowita (2023-015)
37. Magnesioferrifluorohornblenda (2014-091)
38. Magnesioferrihornblenda (2021-100)
39. Magnesioferrita (Y: 1859) 04.BB.05
40. Magnesiofluckita (2017-103)
41. Magnesiofluoroarfvedsonita (1998-056, 2012 s.p. Rd) 09.DE.25
42. Magnesiofluorohastingsita (2005-002, 2012 s.p. Rd) 09.DE.15
43. Magnesiofoitita (1998-037 Rd) 09.CK.05
44. Magnesiohastingsita (Y: 1928, 2012 s.p. Rd) 09.DE.15
45. Magnesiohatertita (2016-078)
46. Magnesiohögbomita-2N2S (Y: 1916, 2001 s.p. Rd) 04.CB.20
47. Magnesiohögbomita-2N3S (Y: 1963, 2001 s.p. Rd) 04.CB.20
48. Magnesiohögbomita-2N4S (2010-084) 04.CB.20
49. Magnesiohögbomita-6N12S (2020-029)
50. Magnesiohögbomita-6N6S (Y: 1990, 2001 s.p. Rd) 04.CB.20
51. Magnesiohornblenda (2017-059) 09.DE.10
52. Magnesiohulsita (1983-074) 06.AB.45
53. Magnesiokoritnigita (2013-049) 08.??
54. Magnesioleydetita (2017-063)
55. Magnesiolucchesiïta (2019-025)
56. Magnesioneptunita (2009-009) 09.EH.05
57. Magnesionigerita-2N1S (1988-010, 2001 s.p.) 04.FC.20
58. Magnesionigerita-6N6S (Y: 1989, 2001 s.p.) 04.FC.20
59. Magnesiopascoïta (2007-025) 04.HC.05
60. Magnesioqingheiïta (2022-136)
61. Magnesioriebeckita (Y: 1957, 2012 s.p. Rd) 09.DE.25
62. Magnesiorowlandita-(Y) (2012-010) 09.H?.
63. Magnesiostaurolita (1992-035) 09.AF.30
64. Magnesiotaaffeïta-2N'2S (Y: 1951, 2001 s.p.) 04.FC.25
65. Magnesiotaaffeïta-6N'3S (1966-041, 2001 s.p.) 04.FC.25
66. Magnesiovesuvianita (2015-104)
67. Magnesiovoltaïta (2015–095)
68. Magnesiozippeïta (1971-007 Rd) 07.EC.05
69. Magnesita (Y: 1808, 1962 s.p.) 05.AB.05
70. Magnetita (Y: 1789) 04.BB.05
71. Magnetoplumbita (Y: 1925) 04.CC.45
72. Magnioursilita (Y: 1957) 09.AK.35
73. Magnolita (Y: 1878) 04.JK.60
74. Magnussonita (Y: 1957, 1984 s.p. Rd) 04.JB.15
75. Magselita (2024-084)
76. Mahnertita (1994-035) 08.DH.45
77. Maikainita (1992-038) 02.CB.30
78. Majakita (1974-038) 02.AC.25e
79. Majindeïta (2012-079) 04.CB.40
80. Majorita (1969-018) 09.AD.25
81. Majzlanita (2018-016)
82. Makarochkinita (2002-009a) 09.DH.40
83. Makatita (1969-003) 09.EE.45
84. Mäkinenita (Y: 1964, 1967 s.p.) 02.CC.20
85. Makotoïta (2020-071)
86. Makovickyita (1986-027) 02.JA.05d
87. Malanita (1995-003) 02.DA.05
88. Malaquita (Y: 1747) 05.BA.10
89. Malayaïta (1964-024) 09.AG.15
90. Maldonita (Y: 1870) 02.AA.40
91. Maleevita (2002-027) 09.FA.65
92. Maletoyvayamita (2019-021)
93. Malhmoodita (1992-001, IMA 2002-D) 08.CE.75
94. Malinkoïta (2000-009) 09.FA.10
95. Mal·ladrita (Y: 1926) 03.CH.05
96. Mal·lardita (Y: 1879) 07.CB.35
97. Mallestigita (1996-043) 07.DF.25
98. Malyshevita (2006-012) 02.GA.25
99. Mambertiïta (2013-098) 04.??
100. Mammothita (1983-076a) 07.BC.60
101. Mampsisita (2023-090)
102. Manaevita-(Ce) (2018-046)
103. Manaksita (1990-024) 09.DG.70
104. Manandonita (Y: 1912) 09.ED.15
105. Mandarinoïta (1977-049) 04.JH.15
106. Maneckiïta
107. Manganarsita (1985-037) 04.JB.10
108. Manganbabingtonita (Y: 1966, 1971 s.p.) 09.DK.05
109. ManganbeliankinitaQ (Y: 1958) 04.FM.25
110. Manganberzeliïta (Y: 1878) 08.AC.25
111. Manganès* (Y: 2001) 01.AE.30
112. Manganflurlita (2017-076)
113. Mangangordonita (1989-023) 08.DC.30
114. Manganhumita (1969-021) 09.AF.50
115. Manganiakasakaïta-(La) (2017-028)
116. Manganiandrosita-(Ce) (2002-049) 09.BG.05
117. Manganiandrosita-(La) (1994-048) 09.BG.05b
118. Manganiceladonita
119. Manganidellaventuraïta (2003-061, 2012 s.p. Rd) 09.DE.25
120. Manganieckermannita (2023-004)
121. Manganilvaïta (2002-016) 09.BE.07
122. Manganiobertiïta (1998-046, 2012 s.p. Rd) 09.DE.25
123. Manganipargasita (2018-151)
124. Manganita (Y: 1826) 04.FD.15
125. Manganlotharmeyerita (2001-026) 08.CG.15
126. Manganoarrojadita-(KNa) (2020-003)
127. Manganobadalovita (2020-035)
128. Manganoblödita (2012-029) 07.CC.50
129. Manganocromita (1975-020) 04.BB.05
130. Manganoeudialita (2009-039) 09.CO.10
131. Manganoferrieckermannita (1968-028, 2012 s.p. Rd) 09.DE.25
132. Manganohatertita (2023-098)
133. Manganohörnesita (Y: 1951, 2007 s.p.) 08.CE.40
134. Manganokaskasita (2013-026) 02.??
135. Manganokhomyakovita (1998-043) 09.CO.10
136. Manganokukisvumita (2002-029) 09.DB.20
137. Manganolangbeinita (Y: 1926) 07.AC.10
138. Manganomanganiungarettiïta (1994-004, 2012 s.p. Rd) 09.DE.25
139. Manganonaujakasita (1999-031) 09.EG.10
140. Manganoneptunita (Y: 1923, 2007 s.p.) 09.EH.05
141. Manganonewberyita (2024-004)
142. Manganonordita-(Ce) (1997-007) 09.DO.15
143. Manganoquadratita (2011-008) 02.GC.25
144. Manganosegelerita (1984-055) 08.DH.20
145. ManganoshadlunitaN (Y: 1973) 02.BB.15
146. Manganosita (Y: 1874) 04.AB.25
147. Manganostibita (Y: 1874) 04.BA.10
148. Manganotiquita (1989-039) 05.BF.05
149. Manganvesuvianita (2000-040) 09.BG.35
150. Mangazeïta (2005-021a) 07.DE.05
151. Manitobaïta (2008-064) 08.AC.18
152. Manjiroïta (1966-009) 04.DK.05
153. Mannardita (1983-013) 04.DK.05
154. Mansfieldita (Y: 1948) 08.CD.10
155. Mantienneïta (1983-048) 08.DH.35
156. Manuelarossiïta (2022-097)
157. Maohokita (2017-047)
158. Maoniupingita-(Ce) (2003-017) 09.BE.70
159. Mapimita (1978-070) 08.DC.55
160. Mapiquiroïta (2013-010) 04.??
161. Marathonita (2016-080)
162. Marcassita (Y: old/ 1845) 02.EB.10a
163. Marchettiïta (2017-066)
164. Marcobaldiïta (2015-109)
165. Marecottita (2001-056)
166. Margaritasita (1980-093) 04.HB.05
167. Margarita (Y: 1821, 1998 s.p.) 09.EC.30
168. Margarosanita (Y: 1916) 09.CA.25
169. Mariakrita (2021-097)
170. Marialita (Y: 1866) 09.FB.15
171. Marianoïta (2005-005a) 09.BE.17
172. Marićita (1976-024) 08.AC.20
173. Maricopaïta (1985-036) 09.GD.35
174. Mariinskita (2011-057) 04.BA.??
175. Marinaïta (2016-021)
176. Marinellita (2002-021) 09.FB.05
177. Marioantofil·liïta (2025-012)
178. Markascherita (2010-051) 07.GB.??
179. Markcooperita (2009-045) 04.??
180. Markeyita (2016-090)
181. Markhininita (2012-040) 07.??
182. Marklita (2015-101)
183. Markwelchita (2024-001)
184. Marokita (1963-005) 04.BC.05
185. Marrita (Y: 1905) 02.JB.15
186. Marrucciïta (2006-015) 02.JB.60
187. Marsaalamita-(Y) (2024-050)
188. Marshita (Y: 1892) 03.AA.05
189. Marsturita (1977-047) 09.DK.05
190. Marthozita (1968-016) 04.JJ.05
191. Martinandresita (2017-038)
192. Martinita (2001-059) 09.EE.80
193. Martyita (2007-026) 08.FD.05
194. Marumoïta (1998-004) 02.HC.05g
195. Maruyamaïta (2013-123) 09.CK.??
196. Masaitisita (2023-021)
197. Mascagnita (Y: 1777) 07.AD.05
198. Maslovita (1978-002) 02.EB.25
199. Massicot (Y: 1841) 04.AC.25
200. Masutomilita (1974-046) 09.EC.20
201. Masuyita (Y: 1947) 04.GB.35
202. Mathesiusita (2013-046) 07.??
203. Mathewrogersita (1984-042) 09.CJ.55
204. Mathiasita (1982-087) 04.CC.40
205. Matildita (Y: 1883, 1982 s.p.) 02.JA.20
206. Matioliïta (2005-011) 08.DK.15
207. Matlockita (Y: 1851) 03.DC.25
208. Matsubaraïta (2000-027) 09.BE.70
209. Mattagamita (1972-003) 02.EB.10a
210. Matteuccita (Y: 1950) 07.CD.05
211. Mattheddleïta (1985-019) 09.AH.25
212. Matthiasweilita (2021-069)
213. Matulaïta (1977-013 Rd) 08.DK.30
214. Matyhita (2015-121)
215. Maucherita (Y: 1913) 02.AB.15
216. Mauriziodiniïta (2019-036)
217. Maurogemmiïta (2022-098a)
218. Mavlyanovita (2008-026) 01.BB.05
219. Mawbyita (1988-049) 08.CG.15
220. Mawsonita (1964-030) 02.CB.20
221. Maxwellita (1987-044) 08.BH.10
222. Mayingita (1993-016) 02.EB.25
223. Mazorita (2022-022)
224. Mazzettiïta (2004-003) 02.LB.40
225. Mazzita-Mg (1973-045) 09.GC.20
226. Mazzita-Na (2003-058) 09.GC.20
227. Mbobomkulita (1979-078) 05.ND.10
228. Mcal·listerita (1963-012) 06.FA.10
229. Mcalpineïta (1992-025) 07.DE.55
230. Mcauslanita (1986-051)
231. Mcbirneyita (1985-007) 08.AB.35
232. Mcconnel·lita (1967-037) 04.AB.15
233. Mccril·lisita (1991-023) 08.CA.20
234. Mcgillita (1979-024) 09.EE.10
235. Mcgovernita (Y: 1927) 08.BE.45
236. Mcguinnessita (1977-027) 05.BA.10
237. Mckelveyïta-(Nd) (2023-017)
238. Mckelveyita-(Y) (1964-025 Rd) 05.CC.05
239. Mckinstryita (1966-012) 02.BA.40
240. Mcnearita (1980-017) 08.CJ.55
241. Medaïta (1979-062) 09.BJ.30
242. Medenbachita (1993-048) 08.BK.10
243. Medvedevita (2021-082)
244. Meerschautita (2013-061) 02.??
245. Megaciclita (1991-015) 09.CP.10
246. Megakalsilita (2001-008) 09.FA.05
247. Megawita (2009-090) 04.CC.30
248. Meieranita (2015-009)
249. Meierita (2014-039)
250. Meifuïta (2019-101)
251. Meionita (Y: 1801) 09.FB.15
252. Meisserita (2013-039) 07.??
253. Meitnerita (2017-065)
254. Meixnerita (1974-003) 04.FL.05
255. Meizhouïta (2024-036)
256. Mejillonesita (2010-068) 08.D0.??
257. Melanarsita (2014-048)
258. Melanocerita-(Ce)[n. 1]Q (Y: 1887, 1890) 09.AJ.20
259. Melanoflogita (1962 s.p. Rd) 04.DA.25
260. Melanostibita (Y: 1893, 1971 s.p.) 04.CB.05
261. Melanotekita (Y: 1880) 09.BE.80
262. Melanotal·lita (Y: 1870) 03.DA.05
263. Melanovanadita (Y: 1921) 04.HE.05
264. Melansonita (2018-168)
265. Melanterita (Y: 1832) 07.CB.35
266. Melcherita (2015-018)
267. Melifanita (Y: 1852) 09.DP.05
268. Melkovita (1968-033) 08.DM.15
269. Melliniïta (2005-027) 01.BD.20
270. Mel·lita (Y: 1793) 10.AC.05
271. Mellizinkalita (2014-010) 03.??
272. Melonita (Y: 1868) 02.EA.20
273. Melonjosephita (1973-012) 08.BG.10
274. Menchettiïta (2011-009) 02.??
275. Mendeleevita-(Ce) (2009-092) 09.??
276. Mendeleevita-(Nd) (2015-031)
277. Mendigita (2014-007) 09.??
278. Mendipita (Y: 1824) 03.DC.70
279. Mendozavilita-KCa (2011-088) 07.GB.45?
280. Mendozavilita-NaCu (2011-039) 07.GB.45?
281. Mendozavilita-NaFe (1982-009, IMA 2010-E) 07.GB.45
282. Mendozita (Y: 1868) 07.CC.15
283. Meneghinita (Y: 1852) 02.HB.05b
284. Menezesita (2005-023) 04.FN.05
285. Mengeïta (2018-035)
286. Mengxianminita (2015-070)
287. Meniaylovita (2002-050) 03.CG.10
288. Menshikovita (1993-057) 02.AC.20c
289. Menzerita-(Y) (2009-050) 09.AD.??
290. Mercal·lita (Y: 1935) 07.AD.10
291. Mercuri (Y: old) 01.AD.05
292. Mereheadita (1996-045) 03.DC.45
293. Mereiterita (1993-045) 07.CC.55
294. Merelaniïta (2016-042)
295. Merenskyita (1965-016) 02.EA.20
296. Meridianiïta (2007-011) 07.CB.90
297. Merlinoïta (1976-046) 09.GC.15
298. Merrihueïta (1965-020) 09.CM.05
299. Merrillita (Y: 1917, IMA 1976-K Rd) 08.AC.45
300. Mertieïta-I (1971-016 Rd) 02.AC.10b
301. Mertieïta-II (Y: 1973) 02.AC.15b
302. Merwinita (Y: 1921) 09.AD.15
303. Mesaïta (2015-069)
304. Mesolita (Y: 1813, 1997 s.p.) 09.GA.05
305. Messelita (Y: 1890) 08.CG.05
306. Metaaluminita (1967-013) 07.DC.05
307. MetaalunògenQ (Y: 1942) 07.CB.45
308. Metaankoleïta (1963-013) 08.EB.15
309. Metaautunita (Y: 1904) 08.EB.10
310. Metaborita (Y: 1964, 1967 s.p.) 06.GD.10
311. Metacalciouranoïta (1971-054) 04.GB.20
312. Metacinabri (Y: 1870) 02.CB.05a
313. Metadelrioïta (1967-006) 04.HG.40
314. Metahaiweeïta (Y: 1959, 1962 s.p.) 09.AK.25
315. Metaheimita (2023-020a)
316. Metaheinrichita (Y: 1958) 08.EB.10
317. Metahewettita (Y: 1914) 04.HE.15
318. Metahohmannita (Y: 1938) 07.DB.30
319. Metakahlerita (Y: 1958) 08.EB.10
320. Metakirchheimerita (Y: 1958) 08.EB.10
321. Metaköttigita (1979-077) 08.CE.85
322. Metalodevita (1972-014) 08.ED.10
323. Metamunirita (1990-044) 04.HD.20
324. Metanatroautunita (Y: 1957, IMA 1987-C) 08.XX.00
325. Metanovačekita (Y: 1964, 2007 s.p.)
326. Metarauchita (2008-050) 08.EB.05
327. Metarossita (Y: 1927) 04.HD.10
328. Metasaleeïta (Y: 1950) 08.EB.10
329. Metaschoderita (1962 s.p.) 08.CE.70
330. Metaschoepita (Y: 1960) 04.GA.05
331. Metasideronatrita (Y: 1938) 07.DF.20
332. Metastibnita (Y: 1888) 02.DB.05
333. Metastudtita (1981-055) 04.GA.15
334. Metaswitzerita (Y: 1967, 1981-027a Rd) 08.CE.25
335. Metatamboïta (2016-060)
336. Metathenardita (2015–102)
337. Metatorbernita (Y: 1916) 08.EB.10
338. Metatyuyamunita (Y: 1954) 04.HB.25
339. MetauramphitaQ (Y: 1957) 8.EB.??
340. Metauranocircita (Y: 1904, 2007 s.p.) 08.EB.10
341. Metauranopilita (Y: 1951, 2007 s.p.) 07.EA.05
342. Metauranospinita (Y: 1958, 2007 s.p.) 08.EB.10
343. Metauroxita (2019-030)
344. Metavandendriesscheïta (Y: 1960) 04.GB.40
345. Metavanmeersscheïta (1981-010) 08.EC.20
346. Metavanuralita (1970-003) 04.HB.20
347. Metavariscita (Y: 1925, 1967 s.p.) 08.CD.05
348. Metavauxita (Y: 1927) 08.DC.25
349. Metavivianita (1973-049)
350. Metavoltina (Y: 1883) 07.DF.35
351. Metazel·lerita (1965-032) 05.EC.10
352. Metazeunerita (Y: 1937) 08.EB.10
353. Meurigita-K (1995-022) 08.DJ.20
354. Meurigita-Na (2007-024) 08.DJ.20
355. Meyerhofferita (Y: 1914) 06.CA.30
356. Meymacita (1965-001a Rd) 04.FJ.05
357. Meyrowitzita (2018-039)
358. Mgriïta (1980-100) 02.LA.45
359. Mianningita (2014-072)
360. Miargirita (Y: 1829) 02.HA.10
361. Miassita (1997-029) 02.BC.05
362. Michalskiïta (2019-062)
363. Micheelsenita (1999-033) 08.DO.30
364. Michenerita (1971-006a Rd) 02.EB.25
365. Michitoshiïta-(Cu) (2019-029a)
366. Microclina (Y: 1830) 09.FA.30
367. MicrolitaG 04.DH.
368. Microsommita (Y: 1872) 09.FB.05
369. Midbarita (2023-110)
370. Middendorfita (2005-028) 09.EJ.10
371. Middlebackita (2015-115)
372. Mieïta-(Y) (2014-020) 09.??
373. Miersita (Y: 1898) 03.AA.05
374. Miessiïta (2006-013) 02.AC.15a
375. Miguelromeroïta (2008-066) 08.CB.10
376. Miharaïta (1976-012) 02.LB.05
377. Mikasaïta (1992-015) 07.AB.05
378. Mikecoxita (2021-060)
379. Mikehowardita (2020-068)
380. Mikenewita (2022-102)
381. Milanriederita (2018-041)
382. Milarita (Y: 1870) 09.CM.05
383. Milkovoïta (2021-005)
384. Mil·lerita (Y: 1845) 02.CC.20
385. Mil·lisita (Y: 1930) 08.DL.10
386. Mil·losevichita (Y: 1913) 07.AB.05
387. Millsita (2015-086)
388. Milotaïta (2003-056) 02.EB.25
389. Mimetita (Y: 1832) 08.BN.05
390. Minakawaïta (2019-024)
391. Minasragrita (Y: 1915) 07.DB.20
392. Mineevita-(Y) (1991-048) 05.BF.25
393. Minehil·lita (1983-001) 09.EE.75
394. Minguzzita (Y: 1955) 10.AB.25
395. Mini (Y: 1806) 04.BD.05
396. Minjiangita (2013-021) 08.??
397. Minnesotaïta (Y: 1944) 09.EC.05
398. Minohlita (2012-035) 07.??
399. Minrecordita (1980-096) 05.AB.10
400. Minyulita (Y: 1932) 08.DH.05
401. Mirabilita (Y: 1845) 07.CD.10
402. Mirnyita (2018-144a)
403. Misakiïta (2013-131) 04.??
404. Misenita (Y: 1849) 07.AD.15
405. Miserita (Y: 1950) 09.DG.85
406. Mitridatita (Y: 1914) 08.DH.30
407. Mitrofanovita (2017-112)
408. Mitryaevaïta (1991-035) 08.DB.25
409. Mitscherlichita (Y: 1925) 03.CJ.15
410. Mixita (Y: 1880) 08.DL.15
411. Miyahisaïta (2011-043) 08.??
412. Miyawakiïta-(Y) (2024-003)
413. Mizraïta-(Ce) (2022-027)
414. Moabita (2020-092)
415. Moctezumita (1965-004) 04.JK.65
416. Modderita (Y: 1923) 02.CC.15
417. Modraïta (2023-108a)
418. Moëloïta (1998-045) 02.HC.25
419. Moganita (1999-035) 04.DA.20
420. Mogovidita (2004-040) 09.CO.10
421. Mohita (1981-015) 02.CB.15b
422. Möhnita (2014-101)
423. Mohrita (1964-023) 07.CC.60
424. Moiraïta (2024-028)
425. Moissanita (Y: 1905) 01.DA.05
426. Mojaveïta (2013-120) 04.??
427. Molibdenita (Y: 1796) 02.EA.30
428. Molibdita (Y: 1907, 1963 s.p. Rd) 04.EA.10
429. Molibdofornacita (1982-062) 07.FC.10
430. Molibdomenita (Y: 1882, 2007 s.p.) 04.JF.05
431. Molibdofil·lita (Y: 1901) 09.HH.25
432. Molinelloïta (2016-055)
433. Molisita (Y: 1868) 03.AC.10
434. Moluranita (Y: 1957) 07.HA.15
435. Momoiïta (2009-026) 09.AD.25
436. Monazita-(Ce) (Y: 1829, 1987 s.p.) 08.AD.50
437. Monazita-(Gd) (2022-055)
438. Monazita-(La) (1966 s.p.) 08.AD.50
439. Monazita-(Nd) (1986-052) 08.AD.50
440. Monazita-(Sm) (2001-001) 08.AD.50
441. Moncheïta (Y: 1963, 1967 s.p.) 02.EA.20
442. Monchetundraïta (2019-020)
443. Monetita (Y: 1882) 08.AD.10
444. Mongolita (1983-027) 09.HF.05
445. Monipita (2007-033) 01.BD.10
446. Monimolita[n. 2]Q (1865, 2013 s.p.) 04.DH.20
447. Monohidrocalcita (Y: 1964) 05.CB.20
448. MontanitaQ (Y: 1868) 07.CD.60
449. Montbrayita (Y: 1946) 02.DB.20
450. Montdorita (Y: 1979, 1998 s.p. Rd) 09.EC.15
451. Montebrasita (Y: 1872) 08.BB.05
452. Monteneroïta (2020-028)
453. Monteneveïta (2018-060)
454. Monteponita (Y: 1901) 04.AB.25
455. Monteregianita-(Y) (1972-026) 09.EB.15
456. Montesommaïta (1988-038) 09.GB.30
457. Montetrisaïta (2007-009) 07.DD.85
458. Montgomeryita (Y: 1940) 08.DH.25
459. Monticel·lita (Y: 1831) 09.AC.10
460. Montmoril·lonita (Y: 1847) 09.EC.40
461. Montroseïta (Y: 1953) 04.FD.10
462. Montroyalita (1985-001) 05.DB.10
463. Montroydita (Y: 1904) 04.AC.15
464. Mooihoekita (1971-019) 02.CB.10b
465. Moolooïta (1980-082) 10.AB.15
466. Mooreïta (Y: 1929) 07.DD.45
467. Moorhouseïta (1963-008) 07.CB.25
468. Mopungita (1982-020) 04.FC.15
469. Moraesita (Y: 1953) 08.DA.05
470. Moragita (2023-088)
471. Moraskoïta (2013-084) 08.??
472. Mordenita (Y: 1864, 1997 s.p.) 09.GD.35
473. Moreauïta (1984-010) 08.ED.05
474. Morelandita (1977-035) 08.BN.05
475. Morenosita (Y: 1851) 07.CB.40
476. Morimotoïta (1992-017) 09.AD.25
477. Morinita (Y: 1891, 1967 s.p.) 08.DM.05
478. Morleyita (2024-076)
479. Morningstarita (2024-081)
480. Morozeviczita (1974-036) 02.CB.35a
481. Morrisonita (2014-088)
482. Mosandrita-(Ce) (Y: 1842, 2007 s.p. Rd) 09.BE.20
483. Moschelita (1987-038) 03.AA.30
484. Moschellandsbergita (Y: 1938) 01.AD.15d
485. Moscovita (Y: 1794, 1998 s.p.) 09.EC.15
486. Mosesita (Y: 1910) 03.DD.30
487. Moskvinita-(Y) (2002-031) 09.CD.05
488. Mössbauerita (2012-049) 04.??
489. Mottanaita-(Ce) (2001-020) 09.DK.20
490. Mottramita (Y: 1876) 08.BH.40
491. MotukoreaïtaQ (1976-033) 07.DD.35
492. Mounanaïta (1968-031) 08.CG.15
493. Mountainita (Y: 1957) 09.GG.10
494. Mountkeithita (1980-038) 07.DD.35
495. Mourita (Y: 1962, 1967 s.p.) 04.FL.80
496. Moxuanxueïta (2019-100)
497. Moydita-(Y) (1985-025) 06.AC.45
498. Mozartita (1991-016) 09.AG.60
499. Mozgovaïta (1998-060) 02.JA.05h
500. Mpororoïta (1970-037) 07.GB.35
501. Mrazekita (1990-045) 08.DJ.40
502. Mroseïta (1974-032) 04.JL.15
503. Mückeïta (1988-018) 02.GA.25
504. Muirita (1964-013) 09.CN.05
505. Mukhinita (1968-035) 09.BG.05
506. Müllerita (2019-060)
507. Mullita (Y: 1924) 09.AF.20
508. Mummeïta (1986-025) 02.JA.05f
509. Munakataïta (2007-012) 07.BC.65
510. Mundita (1980-075) 08.EC.30
511. Mundrabil·laïta (1978-058) 08.CJ.10
512. Munirita (1982-038) 04.HD.15
513. Muonionalustaïta (2020-010)
514. Murakamiïta (2016-066)
515. Murashkoïta (2012-071) 01.??.
516. Murataïta-(Y) (1972-007) 04.DF.15
517. Murchisita (2010-003) 02.??
518. Murdochita (Y: 1955) 03.DB.45
519. Murmanita (Y: 1930) 09.BE.27
520. Murphyita (2021-107)
521. Murunskita (1980-064) 02.BD.30
522. Museumita (2003-039) 02.HB.20c
523. Mushistonita (1982-068) 04.FC.10
524. MuskoxitaQ (1967-043) 04.FL.05
525. Muthmannita (Y: 1911) 02.CB.85
526. Mutinaïta (1996-025) 09.GF.35
527. Mutnovskita (2004-032) 02.GC.50